# Краска (село)
Краска (укр. Краска) — село в Ратновской поселковой общине Ковельского района Волынской области Украины.
До 2020 года входило в Ратновский район.
Код КОАТУУ — 0724284502. Население по переписи 2001 года составляет 390 человек. Почтовый индекс — 44142. Телефонный код — 3366. Занимает площадь 0,602 км².